# Patry Jordán
Patry Jordán (Girona, 2 de novembre de 1984) és una influenciadora experta en bellesa i entrenadora personal de fitnes. Té diversos canals a Youtube, els més reeixits són ''Secretos de chicas'' i ''Gym Virtual''. El seu públic són principalment dones de 20 a 30 anys d'Espanya i Amèrica de Sud.
El seu pare, Miguel Jordán, era entrenador de futbol i la seva mare corria maratons. La família tenia un gimnàs on Patry donava sis o set classes diàries. Era futbolista, jugava de davantera. El seu germà, Eloy, treballa com analista al FC Barcelona.
Va obrir el seu canal de Youtube el 2010, va fer el primer vídeo amb la webcam de l'ordinador i de manera autodidacta es va anar formant. Va decidir que faria vídeos de no més de dos minuts. Des del 2013 treballa per a L'Oréal com entrenadora de bellesa personal. El 2015 va publicar el seu primer llibre, Secretos de chicas: mil ideas de belleza para brillar cada día.
El 2018 va participar en el programa de televisió Bailando con las estrellas de TVE. També va participar en el videoclip de David Bisbal Fiebre i a la pel·lícula Proyecto tiempo d'Isabel Coixet. El 2019 va publicar el seu segon llibre, Yo puedo con todo, una guia amb rutines d'exercicis i consells per una alimentació saludable que promou l'autoconeixement.